# Basar
|  | Sammenskrivningsforslag Artiklen Basar er foreslået føjet ind i Marked. (Siden oktober 2022) Diskutér forslaget |

En basar er et marked, som især er udbredt i muslimske områder. Ordet kommer fra det persiske bāzār, som går tilbage til det pahlaviske ord baha-char, som betyder "stedet med priser".
Basar betegner et torv eller en bred gade, åben eller tildækket, i orientalske byer, der med sine mange boder tjener som midtpunkt for hele byens handelsliv og som købmandsbørs.
Endvidere betegner basar også et udsalg, i velgørenhedsøjemed, af forskellige genstande, der er bortskænkede for at yde et foretagende støtte.